# 危険な遊び
『危険な遊び』（きけんなあそび、原題：The Good Son）は、1993年にアメリカ合衆国で制作されたサスペンス映画。20世紀FOX製作。ジョセフ・ルーベン監督。イアン・マキューアン脚本。イライジャ・ウッドとマコーレー・カルキンという当時の2大子役スターが共演した作品。

## ストーリー
母親を亡くしたマークは悲しみに沈んでいたが、しばらくして父親が東京に出張に出かけなくてはならなくなり、メイン州に住む親戚の家に預けられる。その家にはマークと同年代の従兄弟ヘンリーがいた。ヘンリーは一見普通の少年であったが、自分で作った武器や死に魅了されており、徐々にその本性を現し始める。

## 登場人物
※括弧内は日本語吹替
- ヘンリー・エヴァンス - マコーレー・カルキン（折笠愛）： マークの従兄弟。
- マーク・エヴァンス - イライジャ・ウッド（高山みなみ）
- スーザン・エヴァンス - ウェンディ・クルーソン（弘中くみ子）： ヘンリーの母。
- ウォレス・エヴァンス - ダニエル・ヒュー・ケリー（金尾哲夫）： ヘンリーの父。
- ジャック・エヴァンス - デヴィッド・モース（津田英三）： マークの父。
- コニー・エヴァンス - クイン・カルキン（山田妙子）： ヘンリーの妹。
- アリス・ダヴェンポート - ジャクリーン・ブルックス（中西妙子）： 児童心理学者。
- リチャード・エヴァンス - ロリー・カルキン（写真のみ）： ヘンリーの弟。

## 裏話
- マコーレーとイライジャは、映画終盤の絶壁のシーンで実際にぶら下がって演技した。もちろん、安全を考えハーネスは付けていたが、ぶら下がった状態で自由な演技をするために、長い時間をかけてスタント・コーディネーターと特訓したという。
- 舞台となったのはマサチューセッツ州の「アン岬」で、寒い冬の時期に合成などはない完全ロケで行われた。